# トラバースシティ・ビーチバムズ
トラバースシティ・ビーチバムズ（英: Traverse City Beach Bums）は、プロ野球独立リーグのフロンティアリーグ（東地区）に加盟していた野球チーム。本拠地は、アメリカ合衆国ミシガン州トラバースシティ。

## 概要
1995年にリッチモンド・ルースターズ（Richmond Roosters）として創設され、フロンティアリーグに加盟。
2001年、2002年と連続でリーグ優勝を果たした。
2005年のシーズン終了後、チームの売却に伴う本拠地変更で、チーム名を現在のトラバースシティ・ビーチバムズに変更した。
2018年のシーズン終了後に解散した。

## チーム名・チームカラー
球団名のBeach Bumsは、ビーチで過ごす観光者を意味する。これは、ミシガン湖のグランドトラバース湾に畔に位置しているトラバースシティに美しい浜辺があることに由来している。他にも、ミシガン湖周辺には美しい浜辺が多数あり、ミシガン州有数の観光地となっている。
チームカラーである、ネイビーブルーとゴールドの色は、その地域の湾の湖の色と明るい夏の光の色を表している。

## 主な所属選手
- モーガン・バークハート（元福岡ダイエーホークス）1995 - 1998年。
- D.J.ジョンソン（元広島東洋カープ、東北楽天ゴールデンイーグルス）2011年、2014年。